# اورشینو
۳۳°۸′ شمالی ۱۳۰°۴′ شرقی / ۳۳٫۱۳۳°شمالی ۱۳۰٫۰۶۷°شرقی
اورشینو در استان ساگا در کشور ژاپن واقع شده‌است  که دارای جمعیت ۲۹٬۶۴۴ نفر و مساحت ۱۲۶٫۵۱ کیلومتر مربع با تراکم جمعیت ۲۳۴  نفر در کیلومترمربع است و در تاریخ ۱ ژانویه ۲۰۰۶ به عنوان شهر شناخته شد.